# 양산 통도사 화엄탱
양산 통도사 화엄탱(梁山 通度寺 華嚴幀)은 대한민국 경상남도 양산시, 통도사 성보박물관에 있는 조선시대의 탱화이다. 2002년 10월 19일 대한민국의 보물 제1352호로 지정되었다.

## 같이 보기
- 화엄사

## 참고 자료
- 양산 통도사 화엄탱 - 국가유산청 국가유산포털